# Ludovic cel Tânăr
Ludovic cel Tânăr (n. 835 d.Hr. – d. 20 ianuarie 882 d.Hr., Frankfurt am Main, Sfântul Imperiu Roman) (numărat uneori ca Ludovic al III-lea) aparținând Dinastiei Carolingiene, a fost rege al Saxoniei de la 876 până la moarte.
Ludovic a fost cel de-al doilea dintre cei trei fii ai regelui Ludovic Germanul al Franciei răsăritene și al soției sale, Emma de Altdorf.

## Tinerețea
În tinerețe Ludovic a fost implicat în operațiunile militare desfășurate împotriva slavilor obodriți din răsărit în 858 și 862. În 854, la invitația nobililor din Aquitania, s-a opus regelui Franciei occidentale Carol cel Pleșuv și lui Pepin al II-lea de Aquitania și, convins de tatăl său și de vărul său, Carol, arhiepiscopul de Mainz, a traversat în Galia în fruntea unei armate, cu intenția de a obține coroana Aquitaniei. El a înaintat cu trupele sale până la Limoges înainte de a face cale întoarsă.
Revenit acasă, Ludovic a stabilit legături strânse cu nobilii din Francia răsăriteană devenind treptat independent față de tatăl său. El s-a logodit cu fiica contelui Adalard, iar în 865, împreună cu fratele său mai mic, Carol cel Gras, s-a răsculat împotriva tatălui. Revolta nu a durat multă vreme, iar la finele aceluiași an Ludovic, Carol și tatăl lor s-au reconciliat, iar Ludovic Germanul a fost nevoit să recunoască o divizare a teritoriilor sale între cei doi fii. Fratelui mai mare, Carloman deja i se acordase titlul de subregulus de Bavaria din 864. În 865, Ludovic cel Tânar primea Saxonia, Thuringia și Franconia, iar Carol "cel Gras" obținea Alamania și Raetia.
În 869, Ludovic s-a căsătorit cu Liutgarda, fiica ducelui Liudolf, duce de Estfalia, la Aschaffenburg. Fire ambițioasă, Liutgarda l-a impulsionat pe soțul ei să își atingă diverse scopuri politice. Această tendința a condus la disensiuni crescânde față de tatăl său în 871 și în 873, când Ludovic cel Tânăr s-a răsculat din nou, însă de fiecare dată s-a ajuns la reconciliere.

## Domnia în Saxonia
Ludovic cel Tânăr a succedat tatălui său ca rege al Saxoniei la 28 august 876, în vreme ce fratele mai mare, Carloman ca rege al Bavariei din 880. În ceea ce îl privește, Ludovic se considera ca adevăratul moștenitor al lui Ludovic Germanul, drept pentru care a stabilit înmormântarea acestuia în abația de la Lorsch, adica în propriile sale teritorii, intenția de a-și impune primatul asupra fraților săi fiind clară. De asemenea, el l-a reținut pe principalul sfătuitor al tatălui său, Liutbert, arhiepiscop de Mainz. Cu toate aceste tendințe ale lui Ludovic, cei trei frați și-au condus regatele independent, cooperând și nefiind niciodată în război între ei.

### Achiziționarea Lotharingiei și Bavariei
Domnia lui Ludovic cel Tânăr a fost imediat amenințată de către unchiul său, Carol cel Pleșuv, rege în Francia occidentală, care a încercat să anexeze părțile estice ale Lotharingiei și poate chiar să obțină supremația asupra nepotului său. Ludovic a pornit războiul împotriva lui Carol și la 8 octombrie 876, la Andernach, el a obținut victoria asupra mult mai puternicei armate a francilor apuseni.
După acest episod, cei trei fii ai lui Ludovic Germanul s-au întâlnit în noiembrie la Nördlingen, pentru a discuta divizarea regatului tatălui lor și a le impune vasalilor lor jurământul de supunere. Potrivit planului schițat în 865, pe care tatăl lor, în pofida răscoalei fiilor, îl confirmase în 872, Carloman primea Bavaria, Carol Suabia, iar Ludovic Saxonia, Franconia și Thuringia. De-a lungul întregii sale domnii, cu toate că el apare mereu sub titlul de "rege al Saxoniei", Ludovic cel Tânăr nu a vizitat niciodată Saxonia propriu-zisă, cu toate că aceasta constituia nodul central al stăpânirilor sale. La sfârșitul anului 877, cei trei frați s-au adunat din nou pentru a discuta administrarea părților care le reveneau din Lotharingia. După ce Carloman a renunțat la pretențiile sale, regiunea a fost divizată între Ludovic cel Tânăr și Carol cel Gras, care s-au reîntâlnit în septembrie 878 în Alsacia. În 879, a fost lovit de trăznet, devenind indisponibil, iar Ludovic a devenit succesorul său în Bavaria, pe care a preluat-o un an mai târziu, când Carloman a murit.
În noiembrie 878, după moartea lui Carol cel Pleșuv, moștenitorul acestuia, Ludovic cel Bâlbâit și vărul său, Ludovic cel Tânăr și-au promis la Voeren, în Flandra, să își respecte reciproc succesiunile și să nu emită pretenții asupra teritoriilor celuilalt. Tratatul a fost curând pus la încercare, atunci când Ludovic "cel Bâlbâit" a murit în aprilie 879. O parte dintre nobilii din Francia occidentală în frunte cu abatele Joscelin de Paris i-a adresat lui Ludovic cel Tânăr invitația de a succeda vărului său. Dat fiind că și soția sa Liutgarda îl impulsiona în acest sens, Ludovic a invadat Francia apuseană. El a înaintat cu trupele ajungând până la Verdun, însă după ce noii regi din apus, Ludovic al III-lea și Carloman al II-lea au cedat părțile lor din Lotharingia către invadator, Ludovic cel Tânăr s-a retras. În februarie 880, această achiziție a fost confirmată prin Tratatul de la Ribemont, semnat în apropiere de Saint Quentin. Acest acord a stabilit granița dintre cele două regate france, rămânând neschimbate până în secolul al XIV-lea.

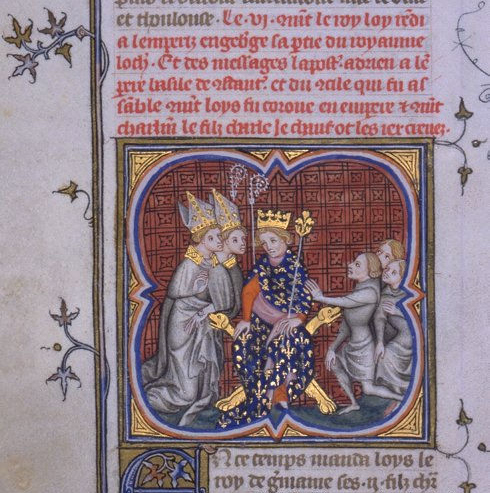
O imagine din secolul al XIV-lea a celor trei fii ai lui Ludovic Germanul — Carloman, Ludovic "cel Tânăr" și Carol "cel Gras"— pronunțând un jurământ tatălui lor

### Relația cu nobilimea
Spre deosebire de politica urmată de tatăl său, Ludovic cel Tânăr a preferat să promoveze reconcilierea dintre puterea regală și nobilime, evitând pe cât posibil confruntarea cu aceasta. El a reușit să atragă familiile puternice, inclusiv pe cei din familia Liudolfingilor care erau rude cu soția sa și care ulterior vor deveni regi și împărați. Ludovic și-a petrecut cea mai mare parte a timpului în Renania, evitând Saxonia și regiunea de răsărit a posesiunilor sale. El a vizitat Bavaria în două rânduri, însă în general a lăsat-o sub conducerea nepotului său, fiu al lui Carloman, Arnulf, duce de Carintia.

### Incursiunilevikingilor
Începând din vara lui 879, vikingii și-au întețit atacurile asupra Regatului franc și uneori chiar pătrundeau adânc în teritoriu. Regatul condus de Ludovic cel Tânăr era cel mai expus după cel al Franciei apusene. În februarie 880, Ludovic a atacat și a înfrânt o trupă de normanzi în bătălia de la Thimeon (în apropiere de actualul Charleroi, în Belgia). Cu toate acestea, fiul său Ugo a căzut în acea luptă. De asemenea, Ludovic i-a izgonit pe normanzi din palatul regal de la Nijmegen, pe care aceștia îș ocupaseră. În aceeași lună, o trupă de saxoni comandată de ducele Bruno de Saxonia, cumnat al lui Ludovic, a suferit o gravă înfrângere lângă Hamburg, iar Bruno a murit alături de mulți alți nobili saxoni. În orice caz, după cum exemplul victoriei de la Thimeon demonstrează, nicio victorie militară nu putea opri incursiunile vikingilor.

## Moartea și succesiunea
Ludovic s-a îmbolnăvit în 881 și a murit la Frankfurt în 20 ianuarie 882. El a fost înmormântat alături de tatăl său, în abația de la Lorsch. Cu soția sa, Luitgarda de Saxonia, el avusese un fiu, Ludovic (877–879), care a murit căzând de la o fereastră a palatului, și o fiică numită Hildegarda (878–895). Ludovic mai avea un fiu ilegitim, Ugo (855/860 – februarie 880), fie cu fiica contelui Adalard sau cu vreo concubină. Nelăsând niciun urmaș, toate teritoriile sale au revenit fratelui mai mic, Carol cel Gras, care era deja rege al Italiei și împărat, care astfel a reușit să reunească întregul regat al francilor răsăriteni. Ulterior, Hildegarda s-a alăturat margrafului Engeldeo de Bavaria în conspirația acestuia împotriva regelui Arnulf de Carintia, motiv pentru care a fost privată de "onorurile sale publice" în 895, potrivit informației din Annales Fuldenses.